# Paulino Frydman

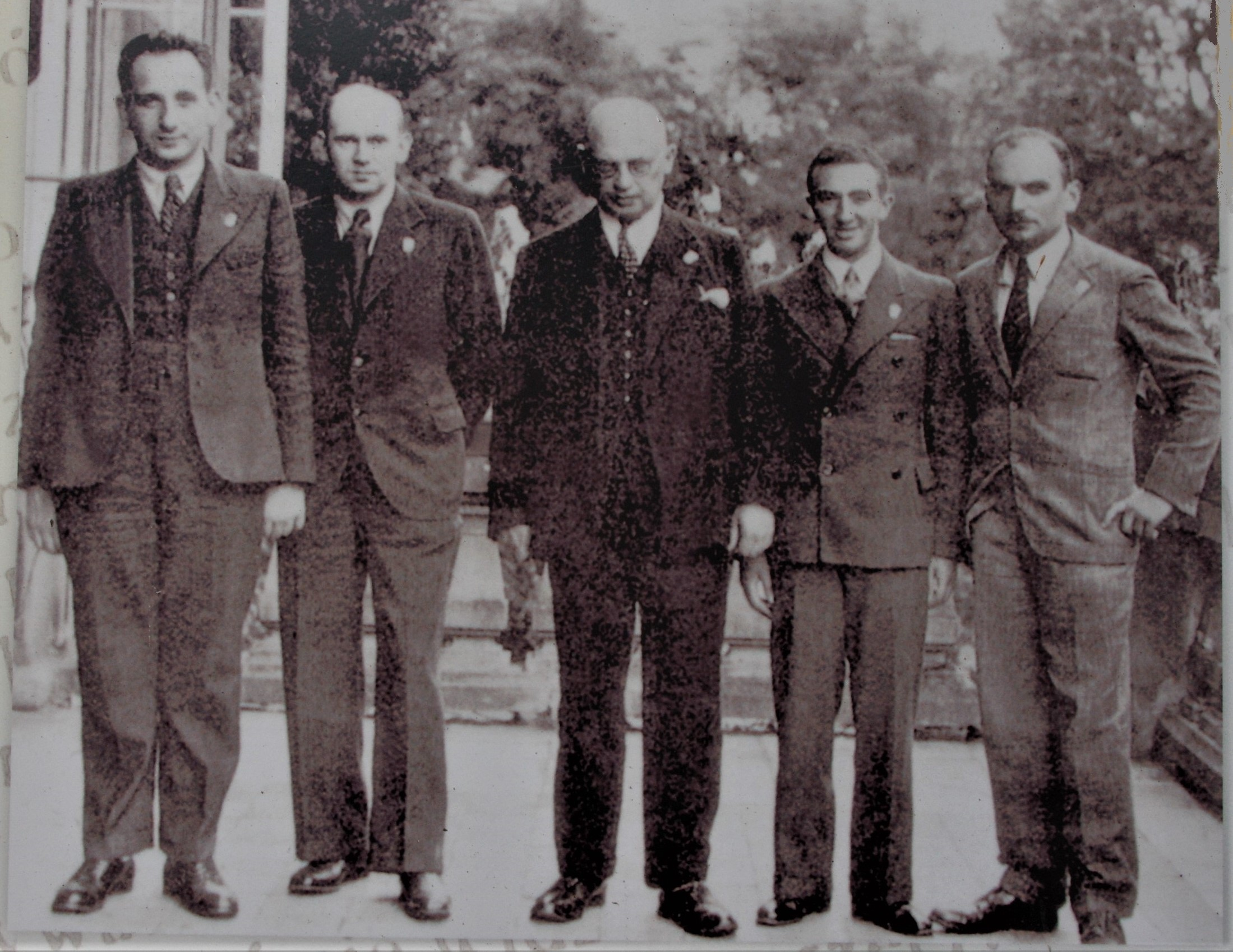
Paulino Frydman links bei der Schacholympiade 1935

Paulino (Paulin) Frydman (* 26. Mai 1905 in Warschau; † 2. Februar 1982 in Buenos Aires) war ein polnischer Schachmeister, der Polen und Argentinien repräsentierte.
Frydman war mütterlicherseits ein Neffe der polnischen Schachlegende Szymon Winawer. Das Schachspiel erlernte er bereits in frühester Kindheit, als 16-Jähriger begann er mit dem Turnierschach. Frydman galt in der Zwischenkriegszeit als ein führender polnischer Schachmeister. Er wurde bei der 1926 erstmals ausgerichteten Meisterschaft Polens Zweiter hinter Dawid Przepiórka. 1935 wurde er bei der Landesmeisterschaft Dritter nach Savielly Tartakower und Miguel Najdorf. Vier Mal gewann er die Meisterschaft von Warschau. Er nahm von 1928 bis 1939 an allen sieben Schacholympiaden für Polen teil. 1930 führte er mit u. a. Akiba Rubinstein Polen zum Goldmedaillengewinn in Hamburg, außerdem gewann er mit der Mannschaft 1931 und 1939 die Silbermedaille sowie 1928, 1935 und 1937 Bronze. In der Einzelwertung erreichte er 1935 am zweiten und 1939 am dritten Brett jeweils das zweitbeste, 1933 am zweiten und 1937 am dritten Brett jeweils das drittbeste Einzelergebnis. Sein Gesamtergebnis für seine Heimat war beeindruckend: 67 % (+44 =34 −13). Bei der inoffiziellen Schacholympiade 1936 erreichte er mit der polnischen Mannschaft den zweiten Platz. 1934 in Budapest und 1936 in Helsinki gewann Frydman internationale Turniere, in Helsinki sogar vor Paul Keres, den er besiegen konnte. 1930 spielte er in Warschau einen Wettkampf mit Miguel Najdorf unentschieden 2,5:2,5 (+2 =1 −2), 1935, ebenfalls in Warschau, 2,5:2,5 (+0 =5 −0) gegen Rudolf Spielmann. 1929 gewann er mit der Warschauer Mannschaft die erste polnische Mannschaftsmeisterschaft.
Der Ausbruch des Zweiten Weltkriegs während der Schacholympiade 1939 in Buenos Aires bewog Frydman wie auch Miguel Najdorf zum Verbleib in Argentinien. Frydman gab das professionelle Schachspielen auf und eröffnete in Buenos Aires ein Schachcafé (Rex). Hier freundete er sich mit dem polnischen Exil-Schriftsteller Witold Gombrowicz an, der ein begeisterter Schachspieler und häufiger Gast in Frydmans Café war. Gombrowicz erwähnte Frydman mehrmals namentlich in seinem Tagebuch (ISBN 3-596-13895-7). Frydman gelangen 1940 und 1941 Turniersiege auf internationalen Turnieren in Buenos Aires. 1955 verlieh ihm die FIDE für seine Erfolge in den 1930er Jahren den Titel Internationaler Meister. Frydman starb 1982 in Buenos Aires.